# 切爾滕納姆
切尔滕纳姆（/ˈtʃɛltnəm/），舊稱切尔滕纳姆溫泉（Cheltenham Spa），英國英格蘭格洛斯特郡的自治市鎮。根據2001年進行的人口普查，該市有人口110,013人。1716年在這裡發現溫泉後，切尔滕纳姆以溫泉而聞名，擁有大型的溫泉療養區。此外，切尔滕纳姆還有一個知名的賽馬場──切尔滕纳姆赛马场。當地還有切尔滕纳姆学院、切尔滕纳姆女子学院等知名院校。車頓咸足球會的主場位於這裡。
該鎮舉辦多個國際和國內文化節，即綠帶節、切尔滕纳姆文学节、切尔滕纳姆爵士乐节、切尔滕纳姆科学节、切尔滕纳姆音乐节和切尔滕纳姆饮食节。

## 姊妹城市
- 法國上薩瓦省阿訥西
- 美国賓夕法尼亞州切尔滕纳姆
- 德国下薩克森州哥廷根
- 俄羅斯克拉斯諾達爾邊疆區索契
- 中国山東省威海市

## 外部連結
- （英文）切尔滕纳姆官方網頁（页面存档备份，存于）